# Giải quần vợt Hungary Mở rộng
Giải quần vợt Hungary Mở rộng  là giải quần vợt chuyên nghiệp nam chơi trên mặt sân đất nện  Nó là một phần của  ATP World Tour 250 của Hiệp hội quần vợt nhà nghề (ATP). Nó sẽ được tổ chức vào tháng tư, ở Budapest. Đây là lần đầu tiên ATP sự kiện lưu ở Hungary và nó sẽ được điều hành bởi Liên đoàn quần vợt Hungary. Năm 2017 là giải đấu khai mạc.

## Chung kết trong quá khứ

### Đơn
| Năm  | Nhà vô địch       | Á quân           | Tỷ số         |
| ---- | ----------------- | ---------------- | ------------- |
| 2017 | Lucas Pouille     | Aljaž Bedene     | 6-3, 6-1      |
| 2018 | Marco Cecchinato  | John Millman     | 7–5, 6–4      |
| 2019 | Matteo Berrettini | Filip Krajinović | 4–6, 6–3, 6–1 |

### Đôi
| Năm  | Nhà vô địch                  | Á quân                            | Tỷ số                  |
| ---- | ---------------------------- | --------------------------------- | ---------------------- |
| 2017 | Brian Baker Nikola Mektić    | Juan Sebastián Cabal Robert Farah | 7–6(7–2), 6–4          |
| 2018 | Dominic Inglot Franko Škugor | Matwé Middelkoop Andrés Molteni   | 6–7(8–10), 6–1, [10–8] |
| 2019 | Ken Skupski Neal Skupski     | Marcus Daniell Wesley Koolhof     | 6-3, 6-4               |